# Sosthenes Bitok
Sosthenes Bitok (23 marzo 1957) è un ex mezzofondista e maratoneta keniota.

## Biografia
Nel 1984 si è piazzato in sesta posizione con il tempo di 28'09"01 nei 10000 m piani ai Giochi olimpici di Los Angeles.
Nella stessa specialità si è piazzato in decima posizione con il tempo di 29'25"46 ai Giochi del Commonwealth 1990.

## Palmarès
| Anno | Manifestazione          | Sede        | Evento        | Risultato | Prestazione | Note |
| ---- | ----------------------- | ----------- | ------------- | --------- | ----------- | ---- |
| 1984 | Giochi olimpici         | Los Angeles | 10000 m piani | 6º        | 28'09"01    |      |
| 1990 | Giochi del Commonwealth | Auckland    | 10000 m piani | 10º       | 29'25"46    |      |

## Campionati nazionali
1984
- Bronzo ai campionati kenioti, 10000 m piani - 29'06"8

## Altre competizioni internazionali
1980
- 12º al Sub-4 Invitational ( Anaheim) - 29'21"
- 5º alla Peachtree Road Race ( Atlanta) - 29'35"
- 7º all'Aztec Invitational ( San Diego) - 30'34"

1982
- 5º alla Peachtree Road Race ( Atlanta) - 28'48"
- Oro alla Chanukah ( Richmond), 5 miglia - 23'59"

1983
- Oro alla Maratona di Reno ( Reno) - 2h24'23"
- 6º alla Trevira Twosome ( New York), 10 miglia - 48'43"
- 6º alla L. A. Coliseum ( Los Angeles) - 28'06"
- Oro al Lilac Festival ( Rochester) - 28'58"
- Oro alla Coliseum Mall ( Hampton) - 29'15"
- 9º alla Peachtree Road Race ( Atlanta) - 29'25"
- Oro alla Shelter Island 10 km ( Shelter Island) - 29'25"
- Oro alla Brooks Spring Run Off ( Toronto), 8 km  - 23'59"

1984
- 5º alla Gasparilla Distance Classic ( Tampa), 15 km - 43'00"
- 6º alla River Run ( Jacksonville) - 43'48"
- 4º alla Continental Homes ( Phoenix) - 28'00"
- 4º alle Pro Comfort Finals ( Honolulu) - 28'22"
- Oro alla Charlotte Observer ( Charlotte) - 28'26"
- 8º all'Orange Bowl ( Miami) - 29'01"
- 10º alla Braintree Hospital ( Braintree) - 29'19"
- 10º alla Dr Scholl's Pro Comfort ( Dana Point) - 29'57"
- 23º ai TAC Crosscountry Championships ( Boston) - 29'08"

1985
- Argento alla Cherry Blossom Ten Miles ( Washington), 10 miglia - 46'39"
- Bronzo alla River Run ( Jacksonville) - 44'13"
- 34º alla Lilac Bloomsday ( Spokane), 12 km - 36'49"
- 4º alla Continental Homes ( Phoenix) - 28'10"
- 4º alla Boston Milk Run ( Boston) - 28'20"
- Bronzo all'Orange Bowl ( Miami) - 28'39"
- Bronzo al Lilac Festival ( Rochester) - 28'48"
- Oro alla Charlotte Observer ( Charlotte) - 28'57"
- Argento alla Travel Run ( Arlington) - 29'21"
- Bronzo alla Fall Frost ( Jersey City), 5 miglia - 23'27"

1986
- 8º al Freedom Trail ( Boston), 12,87 km - 38'09"
- Bronzo alla Boston Milk Run ( Boston) - 28'36"
- 22º alla Peachtree Road Race ( Atlanta) - 29'08"
- 10º alla Asbury Park Classic ( Asbury Park) - 29'36"
- 6º alla Maryland 10 km ( Baltimora) - 29'52"
- 6º al Rich Classic ( Johnston) - 30'16"
- Bronzo alla Mayor Anthony Russo Run ( Union), 5 miglia - 22'59"
- 10º alla Screen Road Race ( Salem), 5 miglia - 23'50"

1987
- 4º alla Cherry Blossom Ten Miles ( Washington), 10 miglia - 47'00"
- 16º alla River Run ( Jacksonville) - 44'33"
- Bronzo alla Charlotte Observer ( Charlotte) - 29'11"

1990
- 4º all'Amendoeiras em Flor ( Albufeira) - 29'50"